# Francia en los Juegos Olímpicos de Turín 2006
Francia estuvo representada en los Juegos Olímpicos de Turín 2006 por un total de 82 deportistas que compitieron en 10 deportes.  
El portador de la bandera en la ceremonia de apertura fue el deportista de bobsleigh Bruno Mingeon.

## Medallistas
El equipo olímpico francés obtuvo las siguientes medallas:
| Nombre                                                                  | Deporte          | Competición           |
| ----------------------------------------------------------------------- | ---------------- | --------------------- |
| Oro                                                                     |                  |                       |
| Florence Baverel-Robert                                                 | Biatlón          | 7,5 km F              |
| Vincent Defrasne                                                        | Biatlón          | 12,5 km persecución M |
| Antoine Deneriaz                                                        | Esquí alpino     | Descenso M            |
| Plata                                                                   |                  |                       |
| Joël Chenal                                                             | Esquí alpino     | Eslalon gigante M     |
| Roddy Darragon                                                          | Esquí de fondo   | Velocidad ind. M      |
| Bronce                                                                  |                  |                       |
| Julien Robert Vincent Defrasne Ferréol Cannard Raphaël Poirée           | Biatlón          | 4 × 7,5 km M          |
| Delphine Peretto Florence Baverel-Robert Sylvie Becaert Sandrine Bailly | Biatlón          | 4 × 6 km F            |
| Sandra Laoura                                                           | Esquí acrobático | Baches F              |
| Paul-Henri de Le Rue                                                    | Snowboard        | Campo a través M      |